# 中華民国野球協会
中華民国野球協会（ちゅうかみんこくやきゅうきょうかい、中国語: 中華民國棒球協會）は、台湾における野球の活動の統括団体。野球の発展、全国的、国際的な大会の開催によって、技術水準の向上、国民の健康増進、スポーツマンシップの発揚を目的とする。対外的には中華台北野球協会又はチャイニーズ・タイペイ野球協会（中国語: 中華臺北棒球協會、英語の名称 : "Chinese Taipei Baseball Association", 略称 : CTBA）名義で国際大会に参加している。

## 概要
台湾における野球競技は古くは日本統治時代にめばえ、発展し、野球は台湾で最も歴史の古いスポーツ種目であると言っても過言では無い。
中華民国野球協会の前身は台湾省野球委員会（台灣省棒球委員會）で、台湾省体育会の下部組織として1949年に成立した。1967年5月12日に台北市が直轄市に昇格するのに伴い、省単位の事務と全国的な事務の分離がなされ、全国的な事務の部分を改組し中華全国野球委員会（中華全國棒球委員會）となり、中華全国体育協進会に属した。1973年2月28日に全国のスポーツ各種目の組織の全面的な改組に合わせて、中華民国野球協会と改名し現在へ至る。

## 歴代理事長
- 謝東閔　初代名誉理事長
- 謝国城　1973年2月28日 - 1977年3月20日（初代）
- 謝国城　1977年3月20日 - 1980年12月29日（2代、任期中に死去）
- 林鳳麟　1980年12月30日 - 1981年7月17日（謝国城死去に伴う代理）
- 厳孝章　1981年7月18日 - 1986年8月2日（3代、任期中に死去）
- 林鳳麟　1986年8月3日 - 1986年10月19日（厳孝章死去に伴う代理）
- 唐盼盼　1986年10月20日 - 1989年5月31日（4代）
- 唐盼盼　1989年5月31日 - 1993年10月20日（5代）
- 陳盛沺　1993年10月21日 - 1998年5月21日（6代：遅々として改選を行なわず、最終的には辞任）[1]
- 彭誠浩　1998年1月23日 - 1998年5月31日（二つ棒協並立期）
- 彭誠浩　1998年6月1日 - 1998年10月16日（陳盛沺辞任に伴う代理）
- 彭誠浩　1998年10月17日 - 2002年9月28日（7代）
- 彭誠浩　2002年9月28日 - 2006年12月20日（8代、任期満了）
- 黄文忠　2006年12月21日 - 2009年2月9日（9代）
- 陳太正 2009年2月10日 - 2015年5月16日（10代）
- 廖正井　2015年5月17日 - 2018年6月29日（11代）
- 辜仲諒　2018年6月29日 - （12代）